# Poecilosclerida
I Peciloscleridi (Poecilosclerida Topsent, 1928) sono un ordine di spugne.

## Tassonomia
Comprende i seguenti sottordini e famiglie:
- Sottordine Latrunculina
  - Latrunculiidae Topsent, 1922
- Sottordine Microcionina
  - Acarnidae Dendy, 1922 (sin.: Cornulidae, Iophoneae, Iophonidae)
  - Microcionidae Carter, 1875
  - Raspailiidae Hentschel, 1923 (sin.: Sollasellidae)
  - Rhabderemiidae Topsent, 1928
- Sottordine Mycalina
  - Cladorhizidae Dendy, 1922
  - Desmacellidae Ridley et Dendy, 1886
  - Esperiopsidae Hentschel, 1923
  - Guitarridae Dendy, 1924
  - Hamacanthidae Gray, 1872
  - Isodictyidae Dendy, 1924
  - Merliidae Kirkpatrick, 1908
  - Mycalidae Lundbeck, 1905 (sin.: Arenochalininae, Esperellinae, Esperiadae)
  - Podospongiidae de Laubenfels, 1936
- Sottordine Myxillina
  - Chondropsidae Carter, 1886
  - Coelosphaeridae Dendy, 1922
  - Crambeidae Lévi, 1963
  - Crellidae Dendy, 1922
  - Dendoricellidae Hentschel, 1923
  - Desmacididae Schmidt, 1870 (sin.: Desmacidonidae)
  - Hymedesmiidae Topsent, 1928 (sin.: Anchinoidae)
  - Iotrochotidae Dendy, 1922
  - Myxillidae Dendy, 1922
  - Phellodermidae Van Soest et Hajdu, 2002
  - Tedaniidae Ridley et Dendy, 1886